# Chai Jing
Chai Jing (chinesisch 柴静, Pinyin Chái Jìng; * 1. Januar 1976 in Linfen, Shanxi) ist eine chinesische Filmemacherin und Journalistin. Sie arbeitete als Moderatorin beim chinesischen Staatsfernsehen CCTV. Dort betreute sie unter anderem kritische Reportagen über den SARS-Ausbruch und das Erdbeben in Sichuan 2008.
Ihr Film Under the Dome (dt. Unter der Glocke), den sie mit eigenem Geld finanzierte, beschreibt die Auswirkungen der Luftverschmutzung auf die Bewohner chinesischer Städte. Chai wählte das Thema, weil ihre eigene Tochter schwer unter den gesundheitlichen Folgen des Smogs leidet.